# Talapoptera duplexa
Talapoptera duplexa là một loài bướm đêm trong họ Noctuidae.